# Sovrani di Bulgaria
Questa è la lista dei sovrani di Bulgaria, a partire dalle prime menzioni scritte fino al 1946, anno in cui la monarchia fu abolita.
I sovrani bulgari governarono il paese durante tre principali periodi della storia della Bulgaria come stato indipendente:
- Dal 681 al 1018: dall'istituzione del Primo Impero bulgaro fino alla conquista bizantina;
- Dal 1185 al 1396: dalla rivolta di Assen e Pietro, che segnò l'inizio del Secondo Impero bulgaro, fino all'annessione dello stato superstite bulgaro all'Impero Ottomano;
- Dal 1878 al 1946: dalla restaurazione del Principato di Bulgaria in seguito al trattato di Berlino, fino  all'abolizione della monarchia con il referendum[1] del 15 settembre 1946.

Questa lista non include i pretendenti al trono non ricoosciuti, né i governanti della Bulgaria del Volga, né figure storiche come Kuber o Alcek, generalmente esclusi dall’elenco ufficiale dei monarchi bulgari.

## I titoli dei sovrani bulgari dall’età proto-statale al XX secolo
I primi sovrani proto-bulgari usarono probabilmente il titolo Kanasubigi, prima del VII secolo e fino al IX secolo; esso era probabilmente correlato a quello di Knjaz o Khan e forse interpretato come Kanas U Bigi o Kanas Ubigi. Soltanto la forma kanasubigi o "kanasybigi" è stata attestata nelle iscrizioni su pietra, pertanto il titolo khan per i primi sovrani proto-bulgari sarebbe presunto. Secondo una delle ipotesi più recenti, kanasubigi verrebbe tradotto come "(sovrano) da Dio", dalla radice indoeuropea *su- e baga- (ossia *su-baga), concettualmente affine all’espressione greca ὁ ἐκ Θεοῦ ἄρχων (ho ek Theou archon), comune nelle iscrizioni bulgare. Questa titolazione rimase probabilmente in uso fino alla cristianizzazione della Bulgaria nell’864. Da allora, alcune iscrizioni bulgare in greco e successivamente in slavo cominciarono a riferirsi al sovrano bulgaro con i titoi archon (in greco) e Knyaz (in slavo).
Il titolo Knyaz (Principe) venne usato per un breve periodo da Boris I di Bulgaria (e dai suoi due successori) dopo la cristianizzazione della Bulgaria nell'864. Nella Nominalia dei khan bulgari venne utilizzato anche il titolo Knyaz.
Con la vittoria di Simeone I il Grande sull’Impero bizantino nel 913, fu introdotto il titolo Zar, forma bulgara del latino Caesar. Utilizzato dai monarchi del Primo e del Secondo Impero bulgaro fino alla conquista ottomana del 1396, il titolo tornò in uso nel Terzo Stato Bulgaro del XX secolo. Dopo la liberazione ottomana nel 1878, Alessandro I adottò inizialmente il titolo di Knyaz (principe); in seguito, con la proclamazione dell’indipendenza nel 1908, Ferdinando I elevò il titolo a Zar nel senso di re, utilizzato fino all’abolizione della monarchia nel 1946. 
Va notato inoltre che durante il Primo e Secondo Impero, Zar si traduce come imperatore, ma nel Terzo Stato bulgaro (1878–1946), Zar viene reso come re. 
Nei pochi documenti reali bulgari medievali giunti fino a noi, i sovrani si autodefinivano “in Cristo il Signore, fedele imperatore e autocrate di tutti i Bulgari”, talvolta includendo anche "...e romani, greci o valacchi".

### Titoli onorifici e riconoscimenti esterni
Il primo sovrano bulgaro, Kubrat (632-665), in quanto importante sovrano straniero alleato, ottenne dal Basileus bizantino il titolo di Patrikios (patrizio). Il suo anello A reca l’iscrizione greca XOBPATOY, mentre quello C - XOBPATOY ПATPIKIOY, indicando la dignità di Patrikios (patrizio) che aveva raggiunto nel mondo bizantino.
Nel 705 l'imperatore Giustiniano II conferì a Tervel il titolo di Cesare, segnando la prima volta in cui un sovrano straniero ricevette tale onorificenza.
Nel 1204, Kalojan venne incoronato Re dei bulgari e dei valacchi per mano del cardinale Leone Brancaleone, inviato da Papa Innocenzo III.

## Primi sovrani (153 – 605)
I tre nomi seguenti appaiono nel cosiddetto Nominalia dei khan bulgari. Almeno i primi due coprono un lungo arco temporale. Il secondo, Irnik, è spesso identificato - per nome e collocazione cronologica - con Hernac, figlio di Attila. Il primo, Avitohol, potrebbe invece essere un lontano antenato di Attila, colui che guidò gli Unni verso occidente a metà del II secolo.
- Avitohol (secondo un'ipotesi lui sarebbe Attila): 153–453
- Irnik:  453–603
- Gostun: reggente (?) 603–605

## Grande Bulgaria (632 - 668)
| Immagine | Nome     | Da  | A   | Dinastia | Note |
|          | Kubrat   | 632 | 665 | Dulo     | Comandante degli Unni e dei Proto-bulgari nella regione a nord del Mar Nero; fondatore della Grande Bulgaria (nel 632 ca.). |
|          | Batbajan | 665 | 668 | Dulo     | Figlio maggiore del Khan Kubrat.                                                                                            |

## Primo Impero bulgaro (681 – 1018)
| Immagine                            | Nome                          | Da      | A              | Dinastia            | Note |
|                                     | Asparuch                      | 681     | 701            | Dulo                | Figlio di Khan Kubrat; si stanziò in Mesia nel 680/681. Dopo la vittoria nella battaglia di Ongal contro l'Impero bizantino, fondò il Primo Impero bulgaro nel 680. Morì nel 701 nella battaglia contro i Cazari.                                                                                               |
|                                     | Tervel                        | 700     | 721            | Dulo                | Figlio di Asparuch; ricevette il titolo bizantino di Cesare nel 705 per aver aiutato Giustiniano II a riconquistare il trono. Aiutò i bizantini durante il secondo assedio arabo di Costantinopoli. Morì nel 721.                                                                                               |
|                                     | Kormesij                      | 718/721 | 738            | Dulo                | Figlio di Khan Tervel; il suo nome manca nella Nominalia dei khan bulgari. |
|                                     | Sevar                         | 738     | 753            | Dulo                | Figlio di Khan Kormesij, assassinato. |
|                                     | Kormisoš                      | 753     | 756            | Vokil               | Iniziò di un periodo di instabilità interna; usurpatore del trono secondo la Nominalia. Depositato. |
|                                     | Vineh                         | 756     | 760/761        | Vokil               | assassinato nel 762. |
|                                     | Telec                         | 760 ca. | 763 ca.        | Ugain               | assassinato nel 765. |
|                                     | Sabin                         | 764     | 766            | Vokil               | depositato e morto in esilio nell'Impero Bizantino dopo il 766. |
|                                     | Umor                          | 766     | 766            | Ugain               | depositato |
|                                     | Toktu                         | 766     | 767            | ?                   | assassinato |
|                                     | Pagan                         | 767     | 768            | ?                   | Figlio di Khan Vineh; assassinato. |
|                                     | Telerig                       | 768     | 777            | Dulo                | Figlio di Khan Tervel; morì in esilio dopo il 777. |
|                                     | Kardam                        | 777     | 803            | Dulo                | Figlio di Khan Telerig. Stabilizzazione e consolidamento del Paese. |
|                                     | Krum                          | 803     | 814            | Dulo (forse) o Krum | Fondatore di una dinastia dal nome sconosciuto, successivamente denominata dagli storici “Dinastia di Krum“. Introdusse pe prime leggi scritte. Celebre per la battaglia di Pliska (811) e la coppa ricavata dal teschio di Niceforo I, caduto nella battaglia. Morì il 13 aprile 814, probabilmente per ictus. |
|                                     | Omurtag                       | 814     | 831            | Krum                | Figlio del Khan Krum; noto per la politica edilizia, la riforma amministrativa e la persecuzione dei cristiani. |
|                                     | Malamir                       | 831     | 836            | Krum                | Figlio del Khan Omurtag; morto per cause naturali da giovane. |
|                                     | Presian I                     | 836     | 852            | Krum                | Nipote del Khan Malamir.; incorporò quasi tutta la Macedonia in Bulgaria. |
|                                     | Boris I                       | 852     | 889            | Krum                | Figlio del Khan Presian; battezzato col nome di Mihail, santo, adottò il Cristianesimo nell'864; adottò il bulgaro antico come lingua ufficiale dello Stato e della Chiesa; morì da monaco il 2 maggio 907 |
|                                     | Vladimiro Rassate             | 889     | 893            | Krum                | Figlio del Khan Boris I; depositato e fatto accecare dal padre, morì nell'893. |
|                                     | Simeone I il Grande           | 893     | 27 maggio 927  | Krum                | Figlio del Khan Boris I; zar dal 913 e patriarca intorno al 925. Portò la Bulgaria all’apice politico e culturale. e alla massima estensione territoriale. Età d'oro della cultura bulgara. Morì d'infarto il 27 maggio 927.                                                                                    |
|                                     | Pietro I                      | 927     | 969            | Krum                | Figlio di Simeone I; santo. Regnò per 42 anni, il più lungo nella storia bulgara. Abdicò nel 969 e morì da monaco il 30 gennaio 970. |
|                                     | Boris II                      | 969     | 971            | Krum                | Figlio di Pietro I; imprigionato dai bizantini. Ucciso accidentalmente nel 977 dalle guardie di frontiera bulgare mentre rientrava nel Paese. |
| Vicariato collettivo dei Cometopuli | Davide, Mosè, Aronne, Samuele | 971     | 977            | Cometopuli          | Figli di comes Nicola |
|                                     | Romano I                      | 977     | 997            | Krum                | Figlio di Pietro I; castrato dai Bizantini, fuggì in Bulgaria nel 977. Catturato in battaglia dai Bizantini nel 991 e morto in prigionia a Costantinopoli nel 997. |
|                                     | Samuele                       | 997     | 6 ottobre 1014 | Cometopuli          | Figlio del comes Nicola; co-governatore e generale sotto Romano I (976 - 997). Proclamato imperatore nel 997. Morto per infarto il 6 ottobre 1014. |
|                                     | Gavril Radomir                | 1014    | 1015           | Cometopuli          | Figlio di Samuele; assassinato dal cugino Ivan Vladislav nell'agosto del 1015. |
|                                     | Ivan Vladislav                | 1015    | 1018           | Cometopuli          | Figlio di Aronne; ucciso durante l'assedio di Durazzo. |
|                                     | Presian II                    | 1018    | 1018           | Cometopuli          | Figlio di Ivan Vladislav; ultimo sovrano del Primo Impero bulgaro. Il regno fu annesso all'Impero bizantino nel 1018. |

## Dominazione bizantina (1018 – 1185)
Ribelli al dominio bizantino
- Pietro Deljan (1040–1041), con...
- Alusian (1041), morto dopo il 1041
- Pietro III, Bodin (1072), morto attorno al 1106 come re di Zeta

## Secondo Impero bulgaro (1185 – 1422)
| Immagine | Nome              | Da               | A                | Dinastia       | Note |
|          | Pietro IV         | 1185             | 1197             | Asen           | Regnò con i fratelli Ivan Asen I e Kalojan. |
|          | Ivan Asen I       | 1189             | 1196             | Asen           | Regnò con i fratelli Pietro IV e Kalojan. |
|          | Kalojan Ivan I    | 1196             | 1207             | Asen           | Regnò con i fratelli Pietro IV e Ivan Asen I. |
|          | Boril             | 1207             | 1218             | Asen           | Secondo alcuni un usurpatore; nipote di Assen, Petar e Kalojan. Morto poco dopo il 1218. |
|          | Ivan Asen II      | 1218             | 24 giugno 1241   | Asen           | Figlio di Ivan Asen I; dopo la battaglia di Klokotnitsa divenne il sovrano più potente della Penisola balcanica.                                                                                         |
|          | Colomanno I       | 24 giugno 1241   | 1246             | Asen           | Consiglio di reggenza. |
|          | Michele II        | 1246 1253 ca.    | 1253 ca. 1256    | Asen           | Consiglio di reggenza, presieduto da Irene Comneno Ducas; poi indipendente. |
|          | Colomanno II      | 1256             | 1256             | Asen           | |
|          | Mico Asen         | 1256             | 1257             | Mico/Asen      | Morto in esilio prima del 1277-1278. |
|          | Costantino I      | 1257             | 1277             | Tih/Asen       | Figlio di Tih. |
|          | Michele II        | 1277             | 1279             | Asen           | Figlio di Constantino I; associato al potere attorno al 1272, morì in esilio dopo il 1302. Il suo regno fu puramente nominale e lui solitamente non è incluso nell'elenco dei sovrani bulgari.           |
|          | Ivailo            | 1278             | 1279             |                | Di umili origini, prese il potere a capo di una massiccia rivolta contadina e sposò l'imperatrice Maria Paleologa Cantacuzena, vedova di Costantino I. Ucciso dal capotribù mongolo Nogai Khan nel 1281. |
|          | Ivan Asen III     | 1279             | 1280             | Mico/Asen      | Figlio di Mico Asen; morto in esilio nel 1303. |
|          | Giorgio I         | 1280             | 1292             | Terter         | Morto nel 1308-1309. |
|          | Šišman            | 1280             | 1313             | Šišman/ Terter | Despota di Vidin, successore degli Asen. Si dichiarò re, ma riconobbe la supremazia di Tarnovo. |
|          | Smilec            | 1292             | 1298             | Smilec         | |
|          | Ivan IV           | 1298             | 1299             | Smilec         | Figlio di Smilec; morto da monaco prima del 1330 |
|          | Čaka              | 1299             | 1300             | Mongola        | |
|          | Teodoro Svetoslav | 1300             | 1321             | Terter         | Associato al potere circa nel 1285-1289 |
|          | Giorgio II        | 1321             | 1323             | Terter         | Associato al potere circa nel 1321 |
|          | Michele III       | 1323             | 1330             | Šišman         | Figlio di Šišman |
|          | Ivan Stefan       | 31 luglio 1330   | 1331             | Šišman         | Associato al potere attorno al 1323-1324, morto in esilio dopo il 1343 |
|          | Ivan Aleksandăr   | 1331             | 17 febbraio 1371 | Šišman         | |
|          | Ivan Sracimir     | 1356             | 1397             | Šišman         | Governatore di Vidin, associato al potere sin dal 1337, dopo il 1395 governatore dell'unica parte libera della Bulgaria                                                                                  |
|          | Ivan Šišman       | 17 febbraio 1371 | 3 giugno 1395    | Šišman         | Associato al potere sin dal 1356, perse Tărnovo nel 1393 |
|          | Costantino II     | 1397             | 1422             | Šišman         | Governatore di Vidin libera, associato al potere sin dal 1395 circa, morì in esilio il 17 settembre 1422 dopo la definitiva conquista ottomana                                                           |

Gli ottomani iniziarono la loro conquista nel 1369 e la completarono nel 1422.

## Dominazione ottomana (1393 – 1878)
Ribelli al dominio ottomano
- Šišman III (1598)
- Rostislav Stratimirovič (1686)
- Karpoš (1689)

## Terzo stato bulgaro (1878 – 1946)
| Immagine                   | Nome                   | Da              | A                 | Dinastia               | Note |
|                            | Alessandro I           | 17 aprile 1879  | 26 agosto 1886    | Battenberg             | Abdicò a causa della pressione russa. Morì il 23 ottobre 1893 a Graz. |
|                            | Valdemaro di Danimarca | 29 ottobre 1886 | 11 novembre 1886  | Oldenburg              | Eletto principe dalla 3ª Grande Assemblea Nazionale, ma rifiutò il trono. |
|                            | Ferdinando I           | 7 luglio 1887   | 3 ottobre 1918    | Sassonia-Coburgo-Gotha | Divenne re dopo la proclamazione ufficiale dell'indipendenza della Bulgaria il 22 settembre 1908. Abdicò il 3 ottobre 1918 dopo la sconfitta della Bulgaria nella Prima guerra mondiale. Morì in esilio il 10 settembre 1948 a Coburgo. |
|                            | Boris III              | 3 ottobre 1918  | 28 agosto 1943    | Sassonia-Coburgo-Gotha | Morì il 28 agosto 1943. |
|                            | Simeone II             | 28 agosto 1943  | 15 settembre 1946 | Sassonia-Coburgo-Gotha | Divenne re di Bulgaria all'età di 6 anni, in seguito alla morte del padre Boris III. La monarchia fu abolita tramite referendum. Fu il 48º Primo ministro di Bulgaria dal 24 luglio 2001 al 17 agosto 2005. Ancora in vita nel 2025.    |
| Monarchia abolita nel 1946 |                        |                 |                   |                        | |

## Fonti e note esplicative
1. ↑  (BG) Yoan Kolev, 1946: Third Bulgarian Kingdom ends with a referendum, su bnr.bg, 23 agosto 2014. URL consultato l'8 ottobre 2022.
2. ↑  (EN) Florin Curta, Roman Kovalev, “The” Other Europe in the Middle Ages: Avars, Bulgars, Khazars and Cumans; [papers... Presented in the Three Special Sessions at the 40th and 42nd Editions of the International Congress on Medieval Studies Held at Kalamazzo in 2005 and 2007], BRILL, 2008, p. 363, ISBN 9789004163898
3. ↑  (EN) Tsvetelin Stepanov, The Bulgar title KANAΣYBIΓI: reconstructing the notions of divine kingship in Bulgaria, AD 822–836, 26 febbraio 2003. URL consultato l'8 ottobre 2022.
4. ↑  (EN) Sedlar, Jean W,.  East Central Europe in the Middle Ages, 1000-1500., p. 46. Accesso l'8 ottobre 2022.
5. ↑   Constantine Manasses, Chronicle, su www.bl.uk,  p. 145. URL consultato l'8 ottobre 2022 (archiviato dall'url originale l'8 ottobre 2022).
6. ↑  (BG) Андреев, Й. Българските ханове и царе (VII-XIV в.). София, 1987
7. ↑  (BG) Хан Тервел - тема за кандидат студенти (archiviato dall'url originale il 1º maggio 2009).
8. ↑  Sweeney 1973, pp. 323–324.
9. ↑  Madgearu 2016, p. 133.